# Aleksander Sikora
Aleksander Sikora (Cracovia, 25 giugno 1990) è un giornalista e conduttore televisivo polacco.

## Biografia
Si è laureato in Biologia, Geografia e Management all'Università Jagellonica di Cracovia.
Dal 2015 al 2019 ha scritto sul sito web di spettacolo Plotek.pl.
Dal 2016 partecipa come esperto di cultura e spettacolo al programma mattutino di TVP2 Pytanie na śniadanie, diventandone poi dal 1º maggio 2019 conduttore assieme a Małgorzata Tomaszewska.
Il 24 novembre 2019 ha condotto da Gliwice, insieme a Ida Nowakowska e Roksana Węgiel, il Junior Eurovision Song Contest 2019.
Tra il febbraio e l'aprile 2020 prende parte come concorrente alla seconda edizione del talent show di ballo Dance Dance Dance, in onda su TVP2, classificandosi al quinto posto.
Nel 2021 ritorna a Dance Dance Dance, ma stavolta nella veste di co-conduttrice insieme ad Małgorzata Tomaszewska, sua compagna nell'edizione precedente Nello stesso anno commenta, insieme a Marek Sierocki, la 65ª edizione dell'Eurovision Song Contest.

## Programmi televisivi
- Pytanie na śniadanie (TVP2, dal 2016)[7]
- Sylwester Marzeń z Dwójką (TVP2, 2019)[8]
- Junior Eurovision Song Contest (TVP1, 2019)
- Dance Dance Dance (TVP2, 2020-2021)[9]
- Eurovision Song Contest (TVP1, 2021-2022) Commentatore
- Szansa na sukces - Eurowizja Junior (TVP2, 2022) Conduttore